# Čistka
Čistka je odstranění nežádoucích osob z nějaké organizace nebo země s cílem zajistit její „čistotu“ tak, jak ji vnímá ten, kdo čistku organizuje. Prakticky se přitom může jednat o vyloučení, vyhnání nebo fyzickou likvidaci nežádoucích osob. Slovo se často používá v souvislosti se stalinskými čistkami v komunistické straně nebo v souvislosti s etnickými čistkami, jaké proběhly například v bývalé Jugoslávii v 90. letech 20. století. Masové čistky mívají rasové (etnické), politické nebo náboženské důvody. Podle CIA je vedle stalinských, nacistických a maoistických čistek jednou z největších čistek 20. století u veřejnosti méně známý Indonéský masakr z let 1965–1966, při němž bylo podle odhadů zabito půl milionu až milion lidí.